# Kalliojärvi (sjö i Kajanaland, lat 64,77, long 27,38)
Kalliojärvi är en sjö i Finland. Den ligger i kommunen Puolango i landskapet Kajanaland, i den centrala delen av landet, 500 km norr om huvudstaden Helsingfors. Kalliojärvi ligger 168 meter över havet. Den är 18,6 meter djup. Arean är 1,64 kvadratkilometer och strandlinjen är 8,05 kilometer lång. Sjön  ingår i Uleälvens huvudavrinningsområde. 